# روبرت نورث
روبرت نورث (بالإنجليزية: Robert North)‏ هو منتج أفلام أمريكي، ولد في 2 فبراير 1884 في نيويورك في الولايات المتحدة، وتوفي في 13 أغسطس 1976 في لوس أنجلوس في الولايات المتحدة.

## وصلات خارجية
- روبرت نورث على موقع IMDb (الإنجليزية)
- روبرت نورث على موقع قاعدة بيانات برودواي على الإنترنت (الإنجليزية)
- روبرت نورث على موقع قاعدة بيانات الفيلم (الإنجليزية)